# Wetterstation Taaget
Unter dem Codenamen Taaget betrieb die Abwehr, der militärische Nachrichtendienst der deutschen Wehrmacht, eine Wetterstation auf der Bäreninsel. Die Station bestand von November 1944 bis März 1945 und wurde von zwei Hilfswilligen betrieben, von denen einer während des Dienstes auf ungeklärte Weise verschollen ging. Taaget übermittelte nur unzureichende Daten und gilt als Fehlschlag.

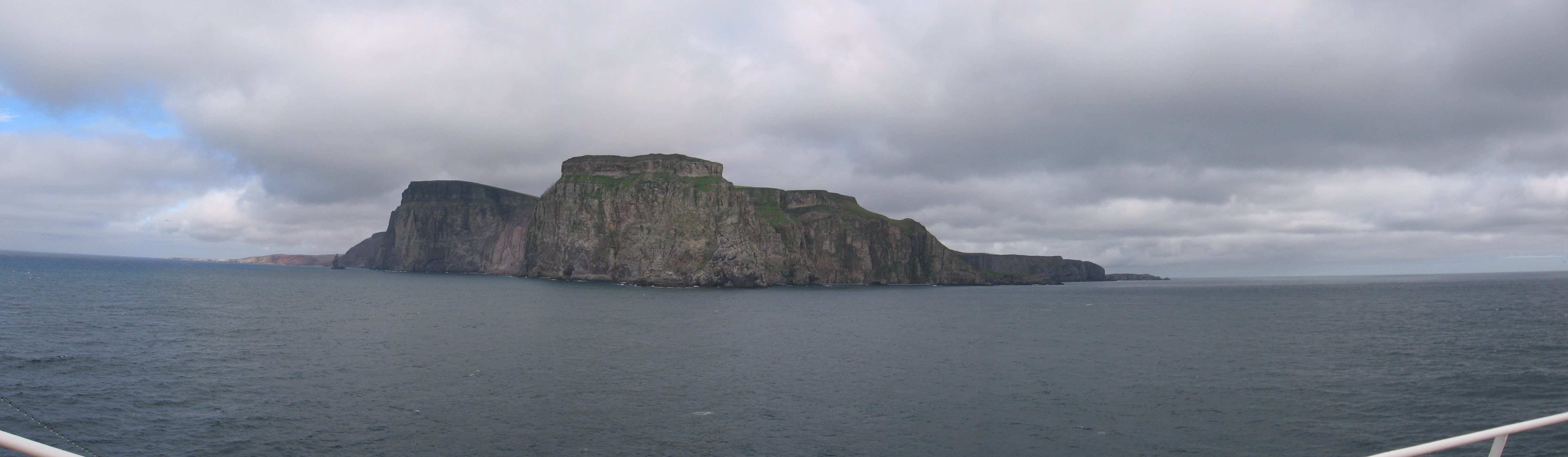
Die Bäreninsel vom Süden aus gesehen

## Wettererfassung in der Arktis

Lage der Bäreninsel

Zwischen 1941 und 1944 richtete die deutsche Wehrmacht mehrere Wetterstationen auf Inseln im Arktischen Ozean ein, um Informationen über die dortigen Wetterverhältnisse zu gewinnen. Die hierbei gewonnenen Daten wurden für die Wettervorhersage in Europa, die Planung des U-Bootkrieges im Nordatlantik und als Grundlage der Konzeption der Einsätze von Marine und Luftwaffe gegen die Nordmeergeleitzüge verwendet.

### Auf der Bäreninsel
Auf der Bäreninsel wurden zunächst Wetterdaten durch unbemannte Wetterstationen erhoben, die ihre Ergebnisse automatisiert per Funk mitteilten. Im Oktober 1942 landete der Wetterflieger Rudolf Schütze im Auftrag der Luftwaffe mit einer He 111 auf der Bäreninsel. An Bord hatte er eine automatische Wetterstation des Modells „Kröte“ und einen Mitarbeiter des Wetterdienstes der Luftwaffe. Schütze hatte zwei Tage zuvor einen Landetrupp zur Insel gebracht, der mit Fallschirmen abgesprungen war, um eine Landebahn zu bauen. Der vierköpfige Trupp benötigte anschließend zwei weitere Tage, um diese so herzurichten, dass Schütze mit dem Landetrupp an Bord wieder starten konnte. Im November begann auch die Kriegsmarine damit, die Bäreninsel in ihr Wettermeldenetz miteinzubeziehen. Dafür wurden drei automatische Stationen durch U-Boote auf die Insel gebracht. Es handelte sich um WFL-Geräte (= Wetterfunkgerät Land) mit den Codenamen „Edwin“ (WFL 22), „Hermann“ (WFL 34) und „Christian“ (WFL 29). Letztere beiden erwiesen sich als erstaunlich langlebig. Sie wurden am 6. Juli 1944 durch die Besatzung des U-Bootes U 737 überprüft und funktionierten noch, obwohl ihre Betriebszeit von sechs Monaten eigentlich überschritten war.

## Taaget
Die meisten der Wetterstationen der Wehrmacht in der Arktis wurden von der Kriegsmarine oder der Luftwaffe betrieben. Die jeweiligen Wettertrupps setzten sich hierbei stets aus Soldaten und Wissenschaftlern zusammen, wobei letztere oft als Sonderführer eingestuft wurden. Im Jahr 1944 verfolgte der militärische Nachrichtendienst Abwehr bei der Einrichtung von zwei neuen Wetterstationen jedoch ein völlig anderes Konzept. Die Abwehr rekrutierte hierfür unter hilfswilligen Zivilisten, die der Wehrmacht durch norwegische Behörden vermittelt wurden.
Zunächst wurde die Unternehmung unter dem Decknamen „Laubfrosch“ geplant. Realisiert wurden schließlich eine Wetterstation an der Südspitze Spitzbergens (ehem. „Laubfrosch 3“) mit dem Decknamen „Landvik“ und eine Einrichtung auf der südlicher gelegenen Bäreninsel (ehem. „Laubfrosch 2“), die die Bezeichnung „Taaget“ erhielt.
Zur Einrichtung dieser Station rekrutierte die Abwehr zwei Wetterfunker.
- Der Norweger Leif Utne hatte mit den Dienststellen der Abwehr in Nord-Norwegen kooperiert. Er war während der Besetzung Norwegens in seinem Heimatort Kiberg, nahe Vardø, aufgegriffen und ausgewiesen worden. Utne floh im Sommer 1940 in die Sowjetunion. Nachdem er dort zum Agenten ausgebildet worden war, kehrte er 1942 nach Norwegen zurück und stellte sich der Abwehr als V-Mann zur Verfügung.
- Ivan Pasijkurow stammte aus Kursk. Er geriet in Norwegen in deutsche Kriegsgefangenschaft und verbrachte dort einige Zeit in Kriegsgefangenenlagern. Als die mit der deutschen Seite kollaborierende Russische Befreiungsarmee unter General Wlassow aufgestellt wurde, trat Pasijkurow dieser sogenannten Wlassow-Armee bei. So wurde die Abwehr auf ihn aufmerksam. Pasijkurow gab sich im Laufe seines Einsatzes als Ukrainer, Pole und als Balte aus.

Für ihren Einsatz erhielten beide Kollaborateure Tarnnamen, Utne wurde „Ludwig“ genannt und Pasijkurov hieß fortan „Josef Balkin“.

### Anfangsschwierigkeiten

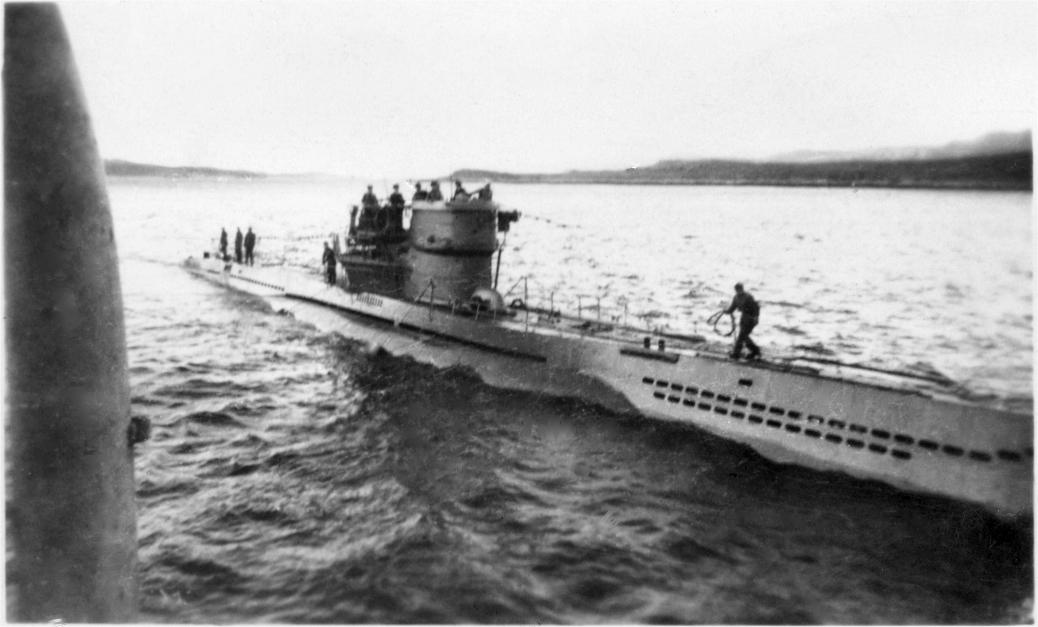
U 992

Am 14. November 1944 verließen die Mitglieder des Wettertrupps Taaget an Bord von U 1163 den Marinestützpunkt in Tromsø. Zwei Tage später erreichten sie ihr Einsatzgebiet in der Sorhamna-Bucht. Unter dem Befehl des Kommandanten von U 1163, Oberleutnant zur See Ernst Balduhn, errichtete die Besatzung des U-Bootes die Wetterstation auf einem Plateau in Küstennähe. Am 22. November lief U 1163 wieder in Tromsø ein. Obwohl verabredet war, dass „Ludwig“ und „Josef“ unmittelbar mit dem Übertragen der Wetterdaten beginnen sollten, kam aus ungeklärter Ursache kein Kontakt zu Taaget zustande.
Schließlich wurde U 992, das vor der norwegischen Küste patrouillierte, zur Bäreninsel beordert. Oblt. z.S. Falke, Kommandant des Bootes, sollte dem Grund der fehlenden Meldungen nachgehen und wenn möglich, die Verbindung zu Taaget herstellen. Um zur Behebung technischer Mängel gerüstet zu sein, nahm das deutsche U-Boot zunächst in Narvik neue Batterien und zwei von der Luftwaffe zur Verfügung gestellte Motorengeneratoren für die Wetterstation an Bord. Zudem wurde der E-Obermaschinist Hermann Friedrich in den Aufbau der Stromversorgung der Wetterstation eingewiesen.
U 992 lief am 14. Januar von Narvik aus und erreichte die Sørhamna-Bucht am 25. Januar. Kommandant Falke machte mit Kanonenschüssen auf die Anwesenheit des Bootes aufmerksam und ließ am nächsten Morgen Friedrich sowie drei weitere Besatzungsmitglieder von U 992 zur Insel hinüber setzen. Den Steilhang nahe dem Strand überwanden die Männer, die auch Generatoren und Batterien mit sich führten, mithilfe des dort von der Besatzung von U 1163 im Vormonat zurückgelassenen Kletterseils. Auf dem Plateau zwischen der Sørhamna-Bucht und der Walross-Bucht traf Friedrich mit „Josef“ zusammen. Zudem stellte er fest, dass zahlreiche von U 1163 angelandete Ausrüstung, Treibstoff und Proviant, ungeborgen im Schnee lag.
Gemeinsam mit „Josef“, der sich gegenüber den Besatzungsmitgliedern von U 992 als polnischer Staatsbürger ausgab, was Friedrich allerdings wenig glaubwürdig vorkam, suchten die Männer von U 992 die etwa einen Kilometer entfernte Station auf, wo sie auch „Ludwig“ antrafen. Beide Männer waren zwar wohlauf, aber die Generatoren der Station waren unbrauchbar und die Batterien waren leer. Als eigentlichen Grund für das bisherige Versagen der Wetterstation Taaget identifizierten die Besatzungsmitglieder von U 992 allerdings die gestörte Kommunikation der beiden Männer der Stationsbesatzung untereinander: Während „Josef“, trotz seiner Zeit in norwegischen Gefangenenlagern nur Ukrainisch und ein wenig Deutsch verstand, sprach „Ludwig“, obwohl er zwei Jahre in Russland ausgebildet worden war, angeblich nur Norwegisch. E-Obermaschinist Hermann Friedrich gewann den Eindruck, dass sich die beiden Männer nicht nur sprachlich nicht gut verstanden.

„Da Beide nie miteinander sprachen, gab es keine Mahlzeiten, keinen geregelten Tagesablauf. Der ‚Pole‘ sagte mir, dass er seinen Kumpel tagelang nicht sehen würde. Beide hatten Jagdflinten, Karabiner und Pistolen, und haben viel gejagt.“

Friedrich und die drei Besatzungsmitglieder von U 992 richteten innerhalb von drei Tagen die mitgebrachte Technik in der Station ein, luden die Batterien wieder auf und stellten die Stromversorgung wieder her. Am letzten Tag lud Kommandant Falke „Ludwig“ und „Josef“ zum Abendessen auf das U-Boot ein. Nach Eindruck der U-Bootbesatzung wuschen die beiden sich zu dieser Einladung erstmals seit zwei Monaten und nahmen die Gelegenheit wahr, in einen Spiegel zu blicken. Gegen 21:00 Uhr wurden die beiden Wetterfunker wieder an Land gebracht und das U-Boot setzte seine Unternehmung fort. Von nun an sendete Taaget regelmäßig Wetterdaten.

### Betrieb
Für den Empfang der Meldungen von Taaget war die deutsche Funkstelle in Bardufoss zuständig, wo ab Ende Januar entsprechende Daten eintrafen. Anhand gewisser Unregelmäßigkeiten konnten die dortigen Funker feststellen, dass nicht „Ludwig“, der sich mit der Technik auskannte, sondern größtenteils „Josef“ die Meldungen abgab. Offensichtlich unternahm der Norweger ausgedehnte Jagdausflüge, wovon ein von ihm in der Mitte der Insel deponierter Kalender Zeugnis gibt, der später aufgefunden wurde. „Ludwig“ hatte hier zwei Besuche am 3. und am 11. Februar eingetragen. Auch an anderen Orten der Insel wurde später eine Benutzung festgestellt, die wohl auf Aktivitäten „Ludwigs“ zurückzuführen ist.

### Abholung

Karte der Bäreninsel

Am 7. April meldete sich Taaget mit der Bitte um Evakuierung. Angeblich war das norwegische Besatzungsmitglied während eines Jagdausflugs verschollen und der übriggebliebene Ukrainer sah sich nicht imstande, die Station alleine weiterzubetreiben. Die U-Bootführung beorderte U 668 unter dem Kommando von Kapitänleutnant Wolfgang von Eickstedt zur Bäreninsel, um den Überlebenden aufzunehmen.
Aufgrund der schlechten Wetterlage, des dichten Nebels und zusätzlich starken Eistreibens war es von Eickstedt nur durch ausführliches Koppeln möglich, die verabredete Abholstelle im Süden der Bäreninsel zu finden. Dort angekommen ließ er Signalpatronen abfeuern. Da sich der zu evakuierende Ukrainer nicht zeigte, ließ von Eickstedt nach einer Weile die küstennahen Klippen mit der Flak beschießen, um auf die Anwesenheit des U-Bootes aufmerksam zu machen. Schließlich erschien eine Gestalt auf dem Hochplateau zwischen der Walross- und der Sørhamna-Bucht, die der Bootsbesatzung durch Gestikulieren zu verstehen gab, dass U 668 in die Sørhamna-Bucht einlaufen sollte. Es handelte sich um „Josef“, der verlangte, unmittelbar an Bord gebracht zu werden. Von Eickstedt entschied seinerseits, die Wetterstation aufzusuchen. Dort angekommen stellten die Besatzungsmitglieder von U 668 fest, dass sich sowohl die Waffe, als auch die persönlichen Unterlagen und sogar die Uniform des vermissten Norwegers in der Hütte befanden.
Die Besatzung sicherte die meteorologischen Geräte und ergänzte den Proviant des U-Bootes mit Konserven, die vor der Station im Schnee vergraben waren. Ein Teil der Besatzung erkundete zudem die Insel und drang bis zum etwa 15 Kilometer entfernten verlassenen Bergarbeiterdorf „Tunheim“ vor, wo eine gut erhaltene Dampflokomotive aufgefunden wurde. Das Boot erreichte den Marinestützpunkt in Narvik am 17. April 1945.
Taaget hatte im Verlauf seiner Einsatzzeit kaum länger als über einige Wochen Daten weitergegeben, zudem war im Verlauf ein Menschenleben verloren gegangen. Diese Unternehmung gilt daher als Fehlschlag.

### Weiteres Schicksal der Besatzung
„Josef“ wurde zunächst nach Narvik an Bord des Avisos Grille gebracht, wo er dem Führer der U-Boote Nordmeer Reinhard Suhren Bericht erstattete; dann verliert sich seine Spur. In einem später erschienenen Buch berichtete er davon, dass er nach einem kurzen Gespräch mit Agenten der Abwehr unter falschem Namen in Norwegen untergetaucht sei. Erst 50 Jahre später habe er es gewagt, unter seinem richtigen Namen in die ehemalige Sowjetunion zurückzukehren.

#### Spätere Darstellung
Der russische Kollaborateur Ivan Pasijkurov aus Kursk, Mitglied der Wlassow-Armee, der unter dem Tarnnamen „Joseph Balkin“ im Auftrag der deutschen Abwehr im Zweiten Weltkrieg die Wetterstation Taaget betrieben hatte, veröffentlichte Jahrzehnte später einen Lebensbericht mit dem Titel „Verlorene Jahre“ (Tapte ar), in dem die Ereignisse sich etwas anders darstellen. Pasijkurov beschreibt sich in diesem Buch als treuen Anhänger Stalins, der versucht habe, die Wetterermittlung der Deutschen weitestgehend zu sabotieren. Zwischen ihm und „Ludwig“ wäre es ständig zu Spannungen gekommen, dieser sei zudem oft betrunken gewesen, habe dann „scherzhaft“ mit seiner Pistole gedroht und seinerseits „Joseph“ bereits kurz nach dem Anlanden auf der Bäreninsel die Munition abgenommen. Zu Gunsten ausgedehnter Jagdausflüge habe „Ludwig“ – obwohl mit den Geräten deutlich besser vertraut – ihn mit den Aufgaben der Wetterdatenerhebung und -übermittlung oft alleine gelassen. Nur während gelegentlicher gemeinsamer Mahlzeiten hätte sich aufgrund der Kochkünste des Norwegers die ständige Spannung manchmal etwas gelockert. Anfang April 1945 habe „Ludwig“ schließlich „Josef“ gezwungen, gemeinsam mit einem Schlauchboot in die Walrossbucht hinauszurudern. Auf offenem Wasser habe „Ludwig“ dann durch heftige Bewegungen das Boot zum Kentern gebracht und sei ertrunken. „Josef“ habe sich mit letzter Kraft an Land retten und zur Station schleppen können. Nach einigen Tagen in völliger Erschöpfung habe er dann die Kraft gefunden, die Gegenfunkstelle Bardufoss zu unterrichten.

## Nachspiel
Am 25. Mai 1945 erreichte der norwegische Zerstörer Stord die Bäreninsel und nahm das Gebiet erneut für Norwegen in Besitz. Die Besatzung der Stord erkundete die Insel nur oberflächlich und entdeckte die beiden WFL „Hermann“ und „Christian“ im Norden der Insel nicht. Eines der Geräte wurde im Juni wieder aufgefunden, als die Besatzung einer in Tunheim – ein ehemaliges Bergarbeiterdorf an der nordöstlichen Küste – eingerichteten norwegischen Wetterstation die Insel gründlicher erkundete. Bei diesen Erkundungen wurde auch „Ludwigs“ Kalender in Krillvasshytta inmitten der Insel aufgefunden. Das zweite WFL-Gerät blieb hingegen verschwunden. Es wird angenommen, dass eine nicht bekannt gewordene sowjetische Expedition das WFL womöglich irgendwann zwischen August des Vorjahres und Juni 1945 aufgefunden und demontiert hatte.
Eine deutsch-norwegische Expedition suchte im Jahr 1985 mit der Kystvakt-Fregatte Senja die Orte auf, an denen deutsche Wetterstationen existiert hatten. Auch der Ort, wo vierzig Jahre zuvor Taaget eingerichtet war, wurde besichtigt. Von der damaligen Hütte waren nur einige herumliegende Balken und Bretter zurückgeblieben.